# Хав'єр Гусман
Хав'єр Гусман (ісп. Javier Guzmán; 9 січня 1945, Ель-Іго — 14 серпня 2014, Мехіко) — мексиканський футболіст, що грав на позиції центрального захисника, зокрема за клуб «Крус Асуль», а також національну збірну Мексики.
Чотириразовий чемпіон Мексики. Володар Кубка Мексики. Дворазовий володар Суперкубка Мексики. Триразовий володар Кубка чемпіонів КОНКАКАФ.

## Клубна кар'єра
У дорослому футболі дебютував 1965 року виступами за команду «Крус Асуль», в якій провів два сезони. Згодом виступав за «УНАМ Пумас», з якого 1969 року повернувся до «Крус Асуль», у складі якого протягом наступних дев'яти років чотири рази ставав чемпіоном Мексики, вигравав Кубок Мексики, Суперкубок Мексики (двічі), а також тричі ставав володарем Кубка чемпіонів КОНКАКАФ.
Завершував ігрову кар'єру у команді «Веракрус», за яку виступав протягом 1978—1979 років.

## Виступи за збірну
1970 року дебютував в офіційних матчах у складі національної збірної Мексики. Того ж року у складі збірної був учасником домашнього для мексиканців чемпіонату світу 1970, на якому господарі припинили боротьбу на стадії чвертьфіналів. На турнірі був гравцем основного складу збірної Мексики, взявши участь у всіх чотирьох іграх команди.
Загалом протягом кар'єри у національній команді, яка тривала 8 років, провів у її формі 38 матчів, забивши 2 голи.
Помер 14 серпня 2014 року на 70-му році життя в Мехіко.

## Титули і досягнення
- Чемпіон Мексики (4):

«Крус Асуль»: 1970, 1971—1972, 1972—1973, 1973—1974
- Володар Кубка Мексики (1):

«Крус Асуль»: 1969
- Володар Суперкубка Мексики (2):

«Крус Асуль»: 1969, 1974
- Володар Кубка чемпіонів КОНКАКАФ (3):

«Крус Асуль»: 1969, 1970, 1971
- Переможець Чемпіонату націй КОНКАКАФ: 1977
- Бронзовий призер Чемпіонату націй КОНКАКАФ: 1973